# La Frette, Saône-et-Loire
La Frette este o comună în departamentul Saône-et-Loire, Franța. În 2009 avea o populație de 211 de locuitori.

## Evoluția populației
| An        | 1975 | 1982 | 1990 | 1999 | 2006 | 2009 |
| --------- | ---- | ---- | ---- | ---- | ---- | ---- |
| Populație | 306  | 272  | 238  | 210  | 206  | 211  |